# Fekete macska (film, 1972)
A Fekete macska Nemere László 1972-ben bemutatott fekete-fehér vígjátéka, Dajka Margit, Major Tamás és Madaras József főszereplésével.

## Cselekmény
Zsófi néni, a kedves idős özvegyasszony fent éldegél a budai hegyekben Frici nevű fekete macskájával. Sütőjében mindig ott sül a finomabbnál finomabb lángos és túrósgombóc. Még gyümölcsösét is eladja, hogy ezzel segítse szeretett rokonait. Azonban a gyümölcsösből származó pénzre felfigyel Jogász és Bunkó, a két kisstílű bűnöző is, akik elhatározzák, hogy megszerzik a pénzt. Azonban nem számítanak a tündéri öregasszony leleményességére és "félelmetes" lakótársára, a fekete macskára.

## Szereplők
- Dajka Margit (Zsófi néni)
- Major Tamás (Jogász)
- Madaras József (Szabó Jenő 'Bunkó')
- Benkő Péter (Korsós hadnagy)
- Láng József (Főhadnagy)
- Kósa András (rendőr a Kékfényben)
- Koroknay Géza (Suhanc)
- Balázs Piri Zoltán (Suhanc)
- Kőszegi Péter (Suhanc)
- Mészöly Júlia (Doktornő, Zsófi néni unokahúga)